# Noticastrum
Noticastrum  es un miembro de la familia Asteraceae. Comprende 30 especies descritas y solo 18 aceptadas.

## Taxonomía
El género fue descrito por Augustin Pyrame de Candolle y publicado en Prodromus Systematis Naturalis Regni Vegetabilis 5: 279. 1836. La especie tipo es: Noticastrum adscendens DC.	

## Especies seleccionadas
A continuación se brinda un listado de las especies del género Noticastrum aceptadas hasta junio de 2011, ordenadas alfabéticamente. Para cada una se indica el nombre binomial seguido del autor, abreviado según las convenciones y usos.
- Noticastrum acuminatum (DC.) Cuatrec.
- Noticastrum adscendens DC.
- Noticastrum antucense Phil.
- Noticastrum argenteum Cabrera
- Noticastrum argentinense (Cabrera) Cuatrec.
- Noticastrum calvatum (Baker) Cuatrec.
- Noticastrum chebataroffii (Herter) Zardini
- Noticastrum decumbens (Baker) Cuatrec.
- Noticastrum diffusum (Pers.) Cabrera
- Noticastrum eriophorum J.Rémy
- Noticastrum gnaphalioides (Baker) Cuatrec.
- Noticastrum hatschbachii Zardini
- Noticastrum jujuyense Cabrera
- Noticastrum macrocephalum (Baker) Cuatrec.
- Noticastrum malmei Zardini
- Noticastrum marginatum (Kunth) Cuatrec.
- Noticastrum psammophilum (Klatt) Cuatrec.
- Noticastrum sericeum (Less.) Less. ex Phil.